# Giovanni Cappelletti
Monsignor Giovanni Cappelletti (Selva di Progno, 2 marzo 1921 – Negrar, 22 settembre 1993) è stato un presbitero e scrittore italiano.

## Biografia
Nato nell'alta Val d'Illasi da Rosa Anselmi e Cipriano Cappelletti, rimane orfano di madre a soli cinque anni. Educato dalle suore Orsoline e sotto la guida dello zio don Umberto Cappelletti, parroco nella vicina Sant'Andrea di Badia, nel 1933 entra nel seminario vescovile di Verona e il 16 giugno 1944 riceve l'ordinazione sacerdotale a Bussolengo. Proveniente da una famiglia di sentimenti antifascisti, dal 1943 al 1945 affianca il movimento di resistenza partigiana impegnandosi attivamente accanto alla brigata Pasubio e alla missione militare italiana RYE, pur a rischio di perdere la vita (come accade anche a suo fratello maggiore Bruno, nome di battaglia "Mercurio"), nel dar aiuto a latitanti e fuggiaschi dai nazifascisti; tuttavia non viene mai meno ai princìpi di giustizia e di carità anche nei confronti dei "nemici" e ferma è la sua condanna di ogni violenza inutile, soprattutto al termine del conflitto quando si scatena la caccia al fascista. Sulla base delle esperienze dirette vissute in quegli anni drammatici e con l'intento di rivendicare il ruolo non indifferente svolto all'epoca dai cattolici, preti e laici, redigerà in seguito (1981), su insistente sollecitazione dell'editore Carlo Nordera, il volume I cattolici e la Resistenza nel Veronese.
Vicario cooperatore nel 1944-1948 a Bonferraro (frazione di Sorgà di cui il giovane sacerdote scriverà qualche anno dopo la storia), viene poi nominato parroco a Fane (nel comune di Negrar) dal 1948 al 1952, a San Pietro in Valle (Gazzo Veronese) e, dall'ottobre 1962, arciprete della basilica di Sant'Anastasia nel cuore antico della città di Verona. Consapevole dell'importanza dei mezzi di comunicazione nel trasmettere il messaggio religioso, s'impegna sia come saggista che come giornalista collaborando fin dal 1946 con il settimanale della curia diocesana Verona fedele. Nel 1965 inizia a scrivere anche per il mensile diocesano Pace a questa casa, di cui diviene direttore nel 1977 reggendolo poi con grande zelo fino alla morte. Dirige pure La nostra voce, il bimestrale edito dalle Orsoline, le suore che lo avevano educato da piccolo e che a Verona hanno la loro casa generalizia. Nel 1979 riceve il titolo di Cappellano di Sua Santità, continuando comunque il proprio ministero sacerdotale sempre contraddistinto dalla generosità verso i più bisognosi ma anche da un grande interesse per la letteratura, l'arte e la musica.
Sono proprio l'interesse e la passione per l'arte che lo spingono a esaminare e a controllare di continuo la "sua" basilica, a riordinare filologicamente e secondo la tradizione la collocazione dei dipinti e delle opere. In tal modo si rende conto delle pericolose infiltrazioni d'acqua piovana e di umidità che minacciano di distruggere o sfigurare i capolavori storici e artistici custoditi in Sant'Anastasia. Lanciato l'allarme nel 1991, riesce ad avviare il primo di una serie di vasti interventi di recupero dell'edificio sacro prima che, a settantadue anni, l'avanzare della leucemia lo costringa a rinunciare alla guida della parrocchia. Pochi mesi dopo, il 22 settembre 1993, si spegne all'Ospedale Sacro Cuore di Negrar.

## Pubblicazioni
Accanto e a completamento della sua attività pastorale, monsignor Cappelletti si è dedicato a un'intensa produzione letteraria, rivolta soprattutto, anche se non esclusivamente, alla pubblicazione di testi agiografici o di memorialistica (una ventina di monografie). In ambito giornalistico ha talvolta utilizzato anche lo pseudonimo Rosa Cipriano (formato dai nomi propri dei suoi genitori) per firmare alcuni articoli.
- Verso l'azzurro: Trilogia ascetico-mistica medioevale, Alba, Edizioni Paoline, 1947.
- Sulla via maestra, Alba, Edizioni Paoline, 1949.
- Sant'Orsola vergine e martire, Bari, Edizioni Paoline, 1958 e 19602.
- Un fiore dei Lessini. Suor M. Edvige Zivelonghi, Bari, Edizioni Paoline, 1960.
- Bonferraro e la sua storia, Roncà, 1962.
- Testimoni di Cristo. Profili di sacerdoti veronesi (disegni di Federico Bellomi), Verona, Verona fedele, 1969.
- Ti fanno onore, Verona, Edizioni di Vita veronese, 1969.
- La basilica di S. Anastasia, Verona, Edizioni di Vita veronese, 1970 e 1981.
- Tua per sempre. Madre Maria Salute Capucci (presentazione del vescovo Giuseppe Carraro), Verona, Novastampa, 1976.
- ... e ti lodano ovunque, o Verona, Verona, Edizioni di Vita veronese, 1976.
- Quanto lavoro in cento anni. Storia dell'Azione Cattolica veronese (prefazione del vescovo Giuseppe Carraro), Verona, Novastampa, 1976.[9]
- "Dal 1900 ad oggi - Le nuove chiese veronesi: Belfiore. Costruita mentre infuriava la guerra con il solo aiuto della Provvidenza", in Verona fedele, 25 aprile 1976.[10]
- Bravo, amico mio! A tu per tu con don Giuseppe Baldo (quadri di Gianni Lollis), Verona, Piccole Figlie di San Giuseppe, 1977. Nuova ed. riveduta e aggiornata: San Giovanni Lupatoto, Edizioni Stimmgraf, 1989.
- Vieni anche tu. Campane a festa per Madre Ippolita Forante (quadri di Gianni Lollis), Verona, Piccole Figlie di San Giuseppe, 1980.
- I cattolici e la Resistenza nel Veronese, Giazza, Taucias Garëida, 1981.[11]
- Il povero vecchio. Filiale ricordo del primo parroco di S. Andrea, don Umberto Cappelletti, Verona, 1981.
- Gli ha detto sempre sì. Vicenda terrena di S. Giuseppe, Verona, 1983.
- Sant'Angela Merici. Una donna, un'apostola, Cinisello Balsamo, Edizioni Paoline, 1986. ISBN 88-215-1054-9.
- Padre Filippo Bardellini, servo degli ultimi, Cinisello Balsamo, Edizioni Paoline, 1986. ISBN 88-215-1147-2.
- Il Padre, il beato Giuseppe Nascimbeni (presentazione del vescovo Giuseppe Amari), Cinisello Balsamo, Edizioni Paoline, 1990. ISBN 978-88-215-2013-6.
- Testimon3i di Cristo oggi. L'ultimo scritto (nel primo anniversario della scomparsa), Verona, Stimmgraf, 1994.